# Тирана
Тира́на (алб. Tiranë, Tirana) — столица и крупнейший город Албании, главный политический, экономический и культурный центр страны. Образует самостоятельную административную единицу город Тирана, а также является административным центром одноимённых области и округа, в состав которых входит.
Основана в 1614 году. Столица страны с 1920 года.

## Этимология
Существует точка зрения, что Сулейман-паша, заложив в 1614 году город, назвал его Тиграном, в честь города Тегерана, но в венецианских документах 1572 года упоминается населённый пункт под названием il bordo di Tirana. Современная этимология связывает топоним Тирана с этнонимом «тиррены» (лат. Tyrrheni) — латинское название этрусков. О былом проживании этрусков на территории современной Албании косвенно свидетельствуют топонимические параллели: албанцев к югу от Тираны называют тосками, а Тоскана, область былого расселения этрусков в Италии, омывается Тирренским морем.

## История
Первые поселения на месте нынешнего города существовали уже во времена палеолита 10 000 — 30 000 лет назад. Исходя из местных топонимов, территорию населяли иллирийцы, а район современной Тираны был одним из первых заселённых людьми на территории Албании. Древнейшей постройкой, обнаруженной в городе, является римский дом, позднее приспособленный под храм. Мозаика на полу здания датируется III веком. Обнаружены руины крепости, построенной императором Юстинианом I в 520 году и восстановленной Ахмед-пашой Топтани в XVIII веке.
Тирана впервые упоминается в источниках в XV веке как небольшое поселение. 1614 год считается годом основания города, в этот год Сулейман-паша основал здесь мечеть, турецкие бани, пекарню и несколько магазинов. Выгодное расположение на пересечении торговых путей способствовало его развитию. В XVII веке здесь возник известный базар с купцами, торгующими шелками, пряностями, керамикой, драгоценными металлами.
Город был ареной постоянной борьбы албанского народа против турецких завоевателей и местных феодалов. 8 февраля 1920 года по решению албанского национального конгресса в Люшне Тирана была провозглашена столицей Албании и резиденцией правительства. В 1920-х годах в ней возникли первые профсоюзы. 8 февраля 1920 года на Албанском национальном конгрессе Тирана была выбрана в качестве временной столицы Албании. Город сохранял этот статус до 31 декабря 1925 года. В декабре 1924 года, после июньского переворота, Тирана была занята силами югославского отряда под командованием полковника Миклашевского, вернувшего власть над Албанией Ахмету Зогу.
Первый нормативный план города был составлен в 1923 году Эшрефом Фрашери. Центральная улица была открыта в 1922 году и названа Нана Мбретнеше (Мать-королева). Многие дома были снесены, чтобы освободить место для её строительства.
В 1924 году город был центром Июньской революции под руководством Фан Ноли. Дервишский орден Бекташи с 1925 года, когда он был запрещён в Турции, сделал Тирану своим центром.
Нынешнее здание парламента был воздвигнуто в 1924 году, первоначально служило офицерским клубом.
В апреле 1939 — сентябре 1943 годов Тирана была оккупирована Италией, в сентябре 1943 года — Германией. Являлась одним из центров национально-освободительной борьбы албанского народа. В сентябре 1928 года в Тиране был коронован Зогу I.
В ноябре 1941 года здесь была основана Коммунистическая партия Албании. 17 ноября 1944 года город был освобождён от немецких войск национально-освободительной армией. 28 ноября 1944 года в Тирану переехало из Берата народно-демократическое правительство, 11 января 1946 года в ней была провозглашена Народная Республика Албания.
В 1950-е годы при помощи Советского Союза и других социалистических стран был построен ряд современных предприятий, созданы некоторые культурные учреждения.
В 2024 году было объявлено о плане создания карликового государства внутри столицы, наподобие Ватикана, этим государством будет Суверенное государство Ордена Бекташи.

## Климат
Расположена в межгорной долине, на высоте 89 м над уровнем моря, вдоль реки Ишм, в центральной части Албанской равнины, у подножия горного хребта Круя-Дайти, в 40 км от Адриатического моря. Климат субтропический влажный. Лето обычно жаркое со средней температурой июля +24 °C, зима мягкая со средней температурой января +6...+8 °C. Суточные колебания достаточно большие, они варьируют от +10 °C в январе до +14-15 °C в июле. Среднее количество осадков составляет около 1000 мм в год.
| Показатель                    | Янв. | Фев. | Март | Апр. | Май  | Июнь | Июль | Авг. | Сен. | Окт. | Нояб. | Дек. | Год  |
| ----------------------------- | ---- | ---- | ---- | ---- | ---- | ---- | ---- | ---- | ---- | ---- | ----- | ---- | ---- |
| Абсолютный максимум, °C       | 18,0 | 21,0 | 25,0 | 27,0 | 31,0 | 37,0 | 38,0 | 40,0 | 35,0 | 30,0 | 25,0  | 22,0 | 40,0 |
| Средний суточный максимум, °C | 11,0 | 12,0 | 13,0 | 18,0 | 22,0 | 27,0 | 31,0 | 32,0 | 27,0 | 22,0 | 16,0  | 13,0 | 21,0 |
| Средняя температура, °C       | 6,0  | 7,0  | 8,0  | 12,0 | 17,0 | 21,0 | 24,0 | 24,0 | 20,0 | 16,0 | 11,0  | 8,0  | 15,0 |
| Средний суточный минимум, °C  | 2,0  | 2,0  | 3,0  | 7,0  | 12,0 | 15,0 | 17,0 | 17,0 | 13,0 | 10,0 | 7,0   | 3,0  | 9,0  |
| Абсолютный минимум, °C        | −5   | −6   | −3   | 0,0  | 2,0  | 10,0 | 12,0 | 12,0 | 7,0  | 1,0  | 0,0   | −6   | −6   |
| Норма осадков, мм             | 95   | 100  | 110  | 124  | 131  | 70   | 66   | 70   | 90   | 120  | 115   | 107  | 1003 |
| Источник: Weatherbase         |      |      |      |      |      |      |      |      |      |      |       |      |      |

## Население
Население Тираны по данным переписи населения 2023 года составляло 389 323 жителя.
| Год  | Население       |
| ---- | --------------- |
| 1923 | 11 тыс.         |
| 1939 | 40 тыс.         |
| 1955 | 108 тыс.        |
| 1960 | 136,3 тыс.      |
| 1975 | свыше 200 тыс.  |
| 2011 | 418 495 жителей |
| 2023 | 389 323 жителей |

## Городское управление
Тирана — город республиканского подчинения и административный центр области Тирана и одноимённого округа. Орган государственной власти: городской народный совет, избираемый на 3 года гражданами, достигшими 18 лет. Народные советы также избираются в городских районах Тираны. Народные советы избирают исполнительно-распорядительные органы: исполнительные комитеты.

## Экономика и промышленность
В городе сосредоточена значительная часть промышленного производства страны. Здесь размещается текстильная, пищевая, табачная, обувная, металлообрабатывающая, стекольная и керамическая промышленность. Среди наиболее крупных предприятий, текстильный комбинат, шерстоткацкая фабрика, механический завод, деревообрабатывающая, обувная и табачная фабрики, мясокомбинат, ликёро-водочный и маслодельные заводы, мебельная фабрика, цементный заводы и комбинат стройматериалов, завод по производству запчастей для тракторов, фабрика по производству угольных брикетов, многочисленные мастерские промысловой кооперации, ТЭЦ. Промышленные предприятия находятся преимущественно в западной и юго-западной частях столицы. В районе Тираны расположены угольные копи Крраба, Приска. В 1951 году вблизи города при содействии СССР была построена первая в стране ГЭС им. В. И. Ленина (ныне ГЭС Лянабрегаси). Вода к турбинам поступает по туннелям от горных истоков реки Селиты, затем по водопроводу в город. Железнодорожной линией Тирана связана с Дурресом и городом Милоти, шоссейными дорогами через города Эльбасан, Крую и Дуррес с другими городами Албании. Вблизи Тираны расположен международный аэропорт имени матери Терезы.

## Архитектура
Планировка радиально-кольцевая. Старые кварталы имеют узкие кривые улицы и дома в глубине дворов. Административный и культурный центр застраивался в 1920—1930-х годах (ансамбль площади Скандербега, банк, университет, театр оперы и балета, мечеть Эфем Бей). В 1953—1958 годах был принят и реализован план реконструкции Тираны по проекту архитекторов Г. Стразимири, М. Меле. Созданы обширные жилые комплексы, построена киностудия «Новая Албания» (1952, советский архитектор Г. Л. Лавров).
В XVIII веке возведена церковь Святого Прокопия, просуществовавшая до 1967 года.
В XIX веке построена часовая башня.
В 2011 году было построено самое высокое здание Албании 85-метровая башня TID Tower. В одном из углов здания располагается гробница Сулейман-паши Барджини.

### Памятники
- Памятник В. И. Ленину (цемент, 1950-е гг., скульптор К. Хоши);
- Памятник партизану (бронза, 1947, А. Мано);
- Памятник Скандербегу;
- Памятник Шопену.

## Учебные заведения, научные и культурные учреждения
- Учебные заведения:
  - Тиранский университет;
  - Политехнический университет Тираны;
  - Сельскохозяйственный университет Тираны;
  - Университет искусств Албании;
  - Институт физкультуры.
- Научные учреждения:
  - Албанская академия наук;
  - Центральная научно-исследовательская зоотехническая станция;
  - Ветеринарный научно-исследовательский институт.
- Национальная библиотека.
- Музеи:
  - археологии и этнографии;
  - борьбы за национальное освобождение;
  - естественнонаучный;
  - Ленина и Сталина.
- Театры:
  - оперы и балета (с балетной школой);
  - Народный;
  - эстрады и цирка;
  - кукол.
- Учреждения культуры и искусства:
  - Консерватория;
  - Филармония;
  - Высшее актёрское училище им. А. Моисеи;
  - Художественный лицей им. И. Моисси;
  - Киностудия «Новая Албания».

## Культура
Основные культурные и художественные учреждения Тираны:
- Национальный театр,
- Национальный театр оперы и балета Албании,
- Национальная галерея изобразительных искусств Албании.

Культурные события включают в себя выступления известных в мире композиторов в исполнении симфонического оркестра Албанского радио и телевидения. Город был местом проведения биеннале «Тиране» и Тиране-Джаз-Фестиваля.
В Тиране тнаходятся памятники истории и культуры:
- Замок Тирана (исторический центр столицы);
- Башня с часами Тиране;
- мечеть Эфем бей;
- мост Табак;
- мост Терзи;
- Парк Риния";
- парк Святого Прокопа;
- площадь Скандербега с монументальным ансамблем.

Город имеет 8 общественных библиотек, одна из которых, Национальная библиотека Албании (Библиотека «Комбёлё»), 5 музеев-домов и 56 культурных памятников.
Здесь появилось албанское блюдо Фергеса Тиране.

## Районы
Тирана разделена на 11 административных единиц (Njësi Bashkiake). Каждый район имеет своего мэра и совет.
В 2000 году центр города, начиная от центрального кампуса Университета Тираны до площади Скандербега, был объявлен местом культурной ассамблеи. В том же году началась реконструкция площади.

## Экономика
Тирана является основным промышленным центром Албании. Здесь отмечено быстрое экономическое развитие. С 1920 года создано много новых отраслей промышленности. Основные отрасли промышленности: обработка сельскохозяйственной продукции и производство оборудования, текстиля, фармацевтической продукции и изделий из металла.
Город начал развиваться в начале XVI века, когда возник базар. Ремесленники производили изделия из шёлковых и хлопчатобумажных тканей, кожи, керамики и железа, серебра, золота и артефактов. Благодаря расположению в плодородной равнине, Тирана экспортировала 2600 баррелей оливкового масла и 14 000 пакетов табака в Венецию по 1769 год. В 1901 году в городе и округе насчитывалось 140 000 оливковых деревьев, 400 нефтяных мельниц и 700 магазинов.

## Спорт
В городе существует футбольный клуб «Тирана». Домашним стадионом команды является «Сельман Стермаси», вмещающий 12,5 тыс. зрителей. В городе также расположен крупнейший стадион страны «Кемаль Стафа» вместимостью более 30,5 тыс. человек. Это домашний стадион сборной Албании по футболу. Известными футбольными клубами Тираны являются «Динамо» и «Партизани».
Помимо футбольных клубов, базируется несколько баскетбольных команд, в том числе главные соперники в чемпионате Албании, самые титулованные клубы страны «Партизани» и «Тирана».

## Города-побратимы
- Анкара, Турция[9];
- Афины, Греция[9];
- Барселона, Испания[9][10];
- Гянджа, Азербайджан;
- Москва, Россия.
- Харьков, Украина.

## Известные уроженцы
- Родившиеся в Тиране